# Уилсон, Хью
Хью Хэ́милтон Уи́лсон-мла́дший (англ. 
Hugh Hamilton Wilson Jr.; 21 августа 1943, Майами, США — 14 января 2018) — американский кинорежиссёр, продюсер и сценарист. Окончил Колледж журналистики и социальных коммуникаций Флоридского университета. Работал преподавателем Виргинского университета. Наиболее известные кинематографические работы: «Полицейская академия» (1984), «Клуб первых жён» (1996), «Взрыв из прошлого» (1999).

## Фильмография (режиссёр)
- 1984 — Полицейская академия / Police Academy
- 1985 — Ковбойская рапсодия / Rustlers' Rhapsody
- 1987 — Воровка / Burglar
- 1994 — Телохранитель Тесс / Guarding Tess
- 1996 — Клуб первых жён / The First Wives Club
- 1999 — Взрыв из прошлого / Blast from the Past
- 1999 — Дадли Справедливый / Dudley Do-Right
- 2004 — Микки / Mickey

## Телевизионные сериалы (режиссёр)
- Полицейская академия (1988—1989)

## Сценарии
- Убрать перископ (1996)